# Fantasia Carousel
De Fantasia Carousel (Mandarijn: 幻想曲旋转木马) is een attractie in het Chinese attractiepark Shanghai Disneyland en werd geopend op 16 juni 2016. Het is een draaimolen in het thema van de film Fantasia.

## Beschrijving
De Fantasia Carousel is een variant op de Fantasyland-carrousels in enkele overige Disneyparken. Voor Shanghai Disneyland is deze attractie herontworpen naar het thema van de film Fantasia en is de attractie in de Gardens of Imagination geplaatst in plaats van in het gebruikelijke Fantasyland. De paarden van de carrousel zijn opnieuw vormgegeven als de gevleugelde paarden uit de filmscène van De Pastorale. De gondels zijn opnieuw vormgegeven en worden bekleed met verschillende figuren uit de Urendans-scène. Op het middenstuk van de carrousel zijn enkele schilderingen van scènes uit de film terug te vinden, net als op de buitenste bovenrand van de carrousel. Deze laatst rand wordt tevens opgesierd met 16 beelden van vier verschillende figuren uit de film: de tovenaar Yen Sid, de god Bacchus, de god Zeus en Mickey Mouse.
De attractie bevindt zich onder een overkapping, net als de wachtrij die om de caroussel heen loopt. Op dit dak zijn verschillende vergulde figuren uit de Urendans-scène te vinden.

## Afbeeldingen

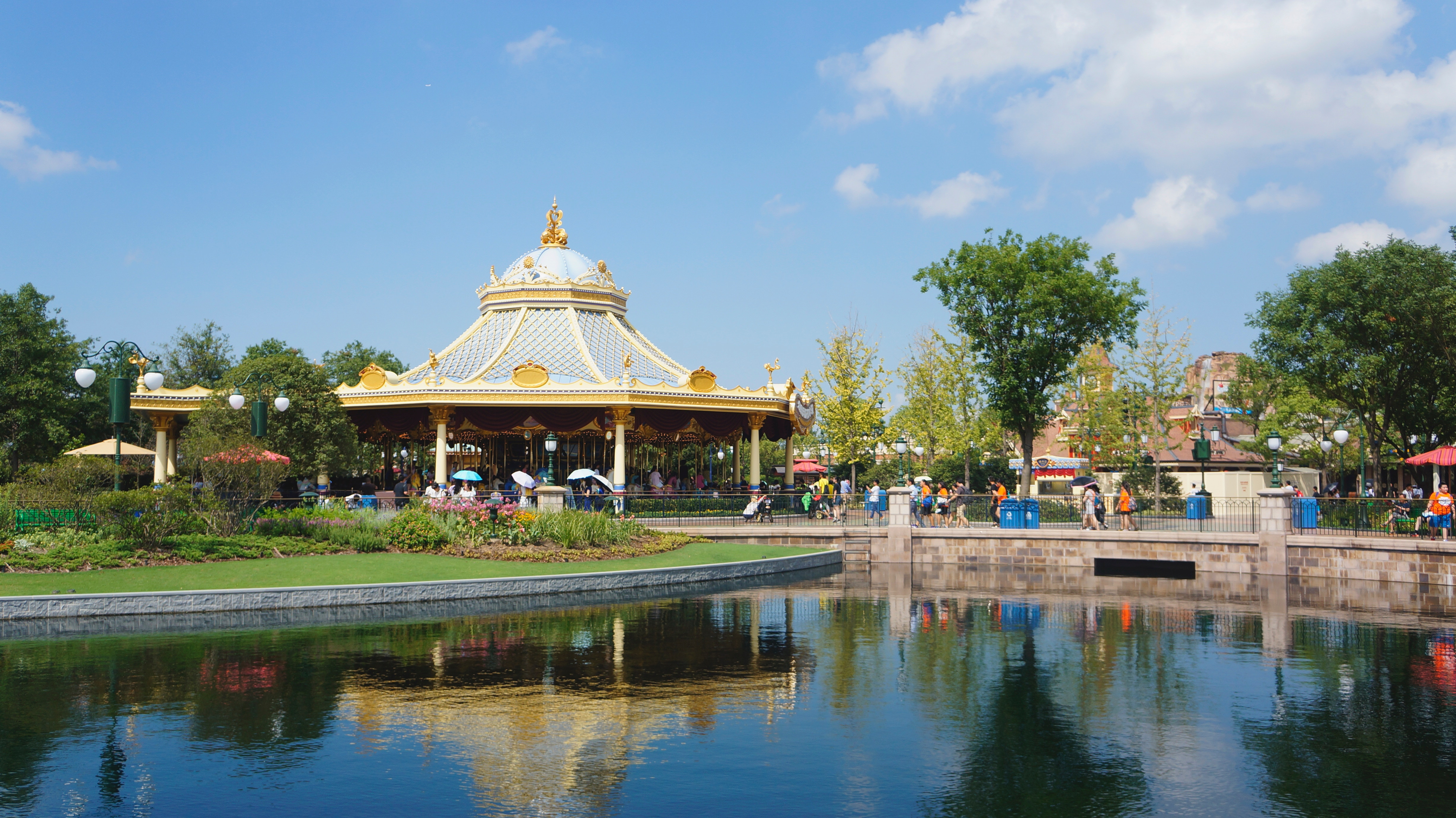
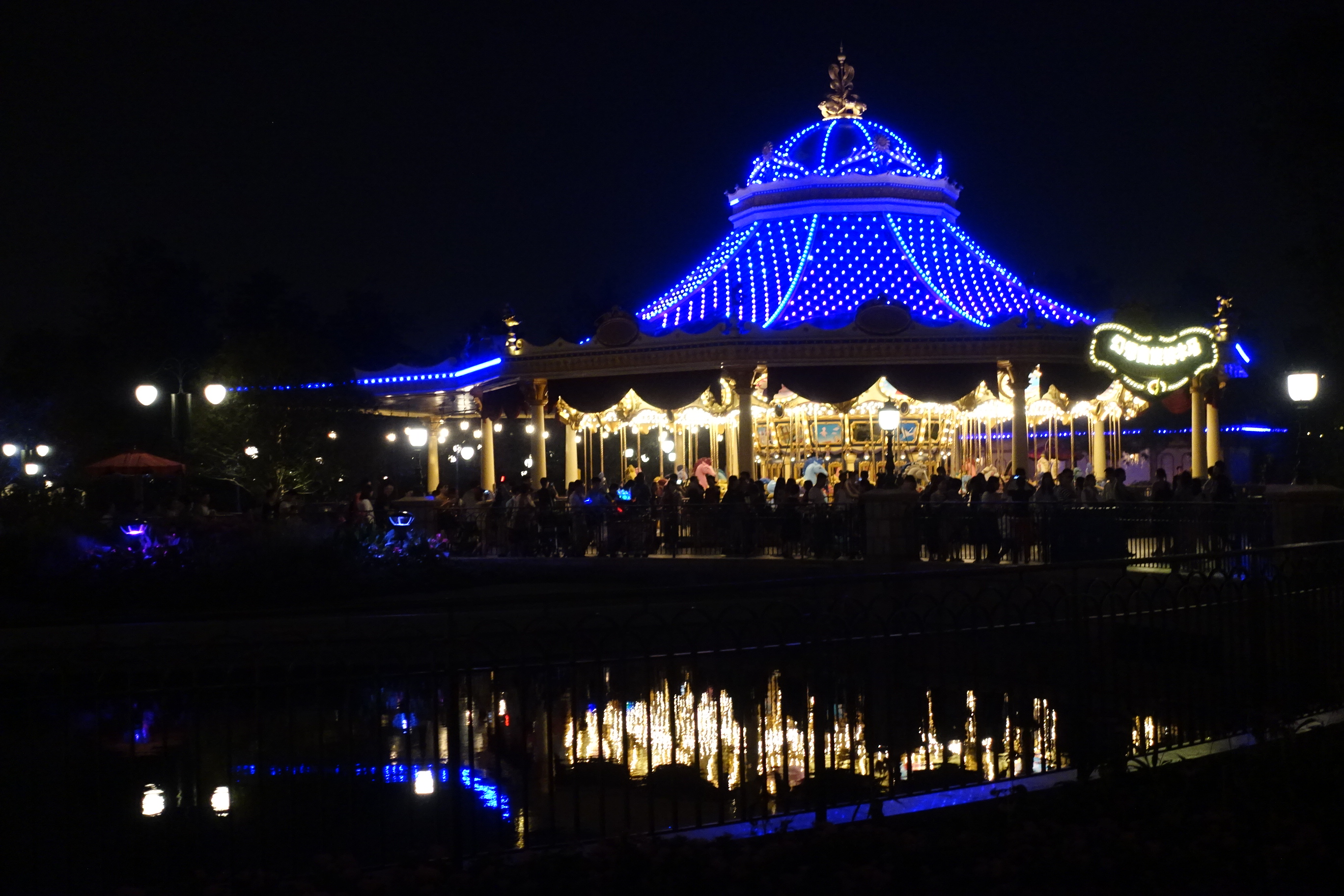
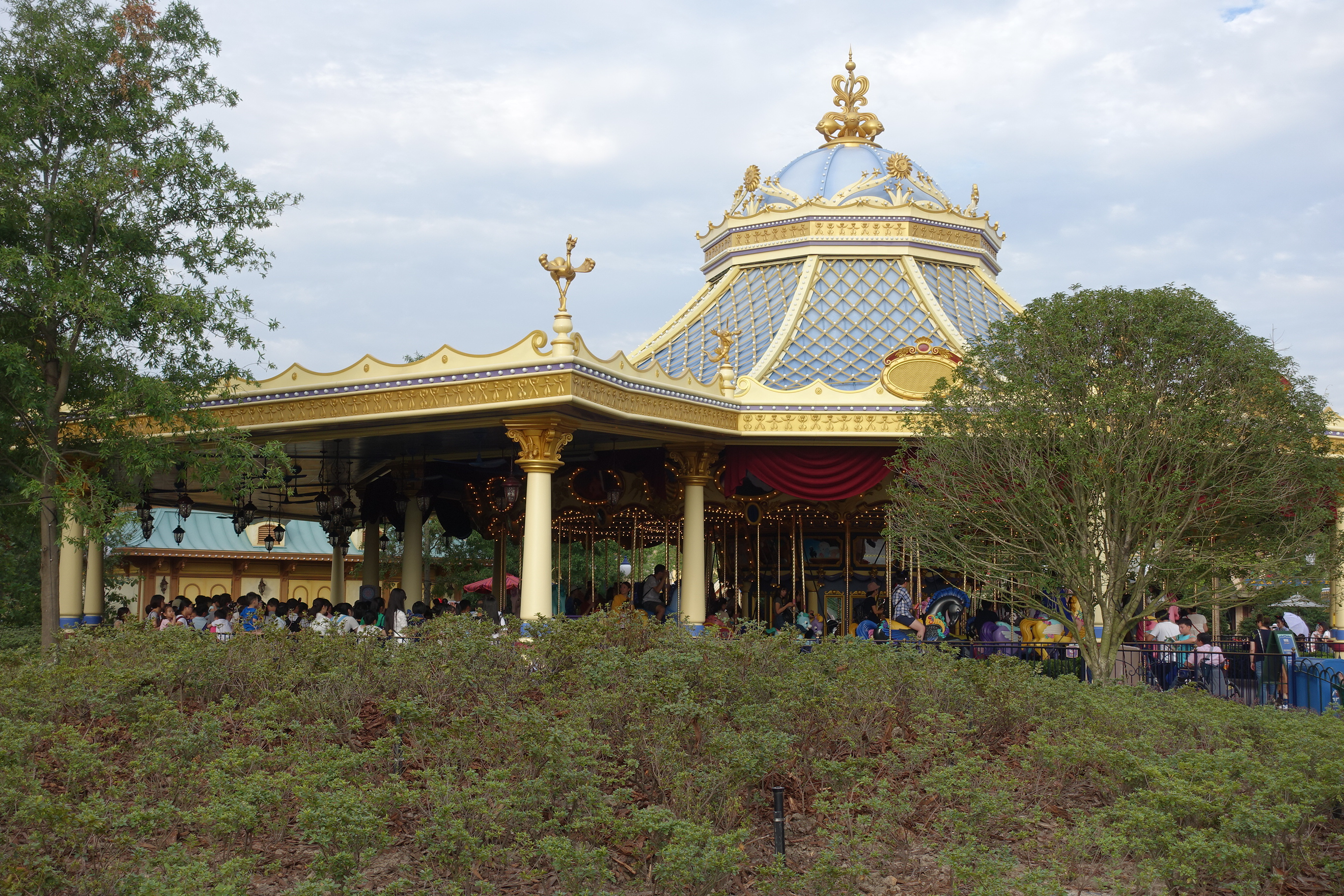

Shanghai Disney Resort · Lijst van attracties in Shanghai Disneyland